# Full Metal Panic! (série télévisée d'animation)
Pour les articles homonymes, voir Full metal et FMP.
Full Metal Panic! est une série télévisée d'animation japonaise en 24 épisodes de 23 minutes, créée par le  studio Gonzo Digimation d'après la série de romans éponyme de Shōji Gatō et diffusée du 8 janvier au 16 juin 2002 sur WOWOW. En France, la série est initialement proposée en 2005 par Déclic Images, puis rééditée en 2014 par Dybex en Blu-Ray.

## Synopsis
L’histoire se passe sur la Terre en 2001. Ce n'est pas le monde moderne tel qu'on le connaît, mais plutôt un monde parallèle dans lequel l'homme a découvert ce qu'il appelle la « Black Technology ». L'analogie qui existe entre ce terme et celui de magie noire n'est pas fortuite. La population ne s'en rend pas bien compte mais l'armement des nations a atteint un niveau technologique tout à fait inimaginable. Seules les personnes de la génération précédente sont conscientes du fossé qui a été franchi : les mechas ont fait leur apparition, les engins militaires disposent maintenant d'un camouflage les rendant totalement invisibles, l'énergie nucléaire est dépassée...
De ce fait, l'équilibre des grandes puissances est devenu très instable, les guerres civiles s'enfoncent dans la violence, le terrorisme se développe à grande vitesse, les trafics de drogue se multiplient... La population n'en est pas consciente, mais le chaos s'installe progressivement. Pour rétablir l'équilibre, une organisation para-militaire a été fondée, son nom est Mithril. Bénéficiant des dernières découvertes en matière de « Black Technology » et totalement indépendante, elle cherche à être la championne de la justice.
L’histoire raconte une rencontre entre deux personnages sur fond de science-fiction. Chidori Kaname est lycéenne. Intelligente, belle, responsable, elle pourrait être Miss Japon si elle avait meilleur caractère. Elle ne le sait pas encore, mais elle est la cible de terroristes intéressés par son « potentiel ». Intervient alors Sagara Sosuke, lui et deux de ses collègues de Mithril sont chargés d'assurer la protection de Kaname. À lui de se faire passer pour un lycéen, lui qui n'a jamais vécu autrement que comme mercenaire depuis sa plus tendre enfance...

## Fiche technique
- Année : 2002
- Réalisation : Koichi Chigira
- Character design : Osamu Horiuchi
- Musique : Toshihiko Sahashi
- Animation : Gonzo Digimation
- Auteur original : Shōji Gatō, Shikidouji
- Licencié en France par : Dybex (Auparavant par Déclic Images)
- Nombre d'épisodes : 24

## Doublage
|                           | Japonais            | Français           |
| ------------------------- | ------------------- | ------------------ |
| Kaname Chidori            | Satsuki Yukino      | Philippa Roche     |
| Sousuke Sagara            | Tomokazu Seki       | Alexandre Coadour  |
| Andrei Karirin            | Akio Ōtsuka         | Hugues Martel      |
| Kyoko Tokiwa              | Ikue Kimura         | Audrey Le Bihan    |
| Teresa “Tessa” Testarossa | Yukana              | Agathe Chouchan    |
| Shinji Kazama             | Mamiko Noto         | Rémi Caillebot     |
| Gaul                      | Masahiko Tanaka     | Christophe Reymond |
| Melissa Mao               | Michiko Neya        | Claire Beaudoin    |
| Kurz Weber                | Shinichiro Miki     | David Maisse       |
| Richard Mardukas          | Tomomichi Nishimura | David Martins      |

## Épisodes
| No | Titre français                           | Titre japonais                   | Titre japonais                       | Date de 1re diffusion |
| No | Titre français                           | Kanji                            | Rōmaji                               | Date de 1re diffusion |
| -- | ---------------------------------------- | -------------------------------- | ------------------------------------ | --------------------- |
| 01 | Le garçon qui m'intrigue est sergent.    | 気になるあいつは軍曹             | Ki ni Naru Aitsu Ha Gunsou           | 8 janvier 2002        |
| 02 | Je veux te protéger.                     | 守ってあげたい                   | Mamotte Age Tai                      | 15 janvier 2002       |
| 03 | Lingerie panique.                        | ランジェリー・パニック           | Ranjerii Panikku                     | 22 janvier 2002       |
| 04 | Kidnapping.                              | キッド・ナップ                   | Kiddo Nappu                          | 29 janvier 2002       |
| 05 | Whispered.                               | 囁かれし者（ウィスパード）       | Sasayaka re Shi Sha (Wisupādo)       | 5 février 2002        |
| 06 | Toujours en vie.                         |                                  | STILL ALIVE                          | 12 février 2002       |
| 07 | La rencontre d'un garçon et d'une fille. | ボーイ・ミーツ・ガール           | Bōi Mītsu Gāru                       | 19 février 2002       |
| 08 | Assurer un mi-temps.                     | パートタイム・ステディ           | Pātotaimu Sutedi                     | 26 février 2002       |
| 09 | Maison sécurisée dangereuse.             | あぶないセーフハウス             | Abunai Sēfu Hausu                    | 5 mars 2002           |
| 10 | Cours, cours, cours!                     | ラン・ランニング・ラン           | Ran Ranningu Ran                     | 12 mars 2002          |
| 11 | Le réveil du Béhémoth.                   | ベヘモス覚醒                     | Behemosu Kakusei                     | 19 mars 2002          |
| 12 | Nuit blanche.                            | ワン・ナイト・スタンド           | Wan Naito Sutando                    | 26 mars 2002          |
| 13 | Le rock'n'roll d'un chat et d'un chaton. | 猫と子猫のR＆R（ロックンロール） | Neko to Koneko no R & R (Rokkunrōru) | 2 avril 2002          |
| 14 | Narashino brûle-t-il?                    | 習志野は燃えているか？           | Narashino ha moe te iru ka ?         | 9 avril 2002          |
| 15 | Le vent souffle à la maison - 1re partie | 故郷に舞う風・前編               | Kokyou ni Mau Kaze Zenpen            | 16 avril 2002         |
| 16 | Le vent souffle à la maison - 2e partie  | 故郷に舞う風・中編               | Kokyou ni Mau Kaze Chuuhen           | 23 avril 2002         |
| 17 | Le vent souffle à la maison - 3e partie  | 故郷に舞う風・後編               | Kokyou ni Mau Kaze Kouhen            | 30 avril 2002         |
| 18 | Fête dans les profondeurs.               | 深海パーティ                     | Shinkai Pāti                         | 7 mai 2002            |
| 19 | Engagement de Six et Sept.               | エンゲージ・シックス・セブン     | Engēji Shikkusu Sebun                | 14 mai 2002           |
| 20 | Le feu de Venom.                         | ヴェノムの火                     | Venomu no Hi                         | 21 mai 2002           |
| 21 | Piège profond.                           | ディープ・トラップ               | Dīpu Torappu                         | 28 mai 2002           |
| 22 | Le diable à ressort.                     | ジャック・イン・ザ・ボックス     | Jakku in za Bokkusu                  | 4 juin 2002           |
| 23 | Le champ des géants.                     | 巨人のフィールド                 | Kyojin no Fīrudo                     | 11 juin 2002          |
| 24 | Dans le bleu.                            | イントゥ・ザ・ブルー             | Intu za Buruu                        | 18 juin 2002          |

## Commentaires
D'après une rumeur à l'approche de sa première diffusion, la diffusion de la série a été repoussée à janvier 2002, alors qu'elle était initialement prévue pour être diffusée dès la rentrée de septembre 2001. Mais, les attentats du 11 septembre 2001 aux États-Unis ont semble-t-il poussé la chaîne de télévision japonaise à passer la série plus tard, sans doute à cause de l'épisode 4, où un avion de ligne est détourné en vol par Gaul et ses terroristes.